# William Murray (4e comte de Mansfield)
Pour les articles homonymes, voir William Murray (homonymie) et Murray.
William David Murray, 4e comte de Mansfield, 3e comte de Mansfield (21 février 1806 – 1er août 1898), est un homme politique britannique Conservateur.

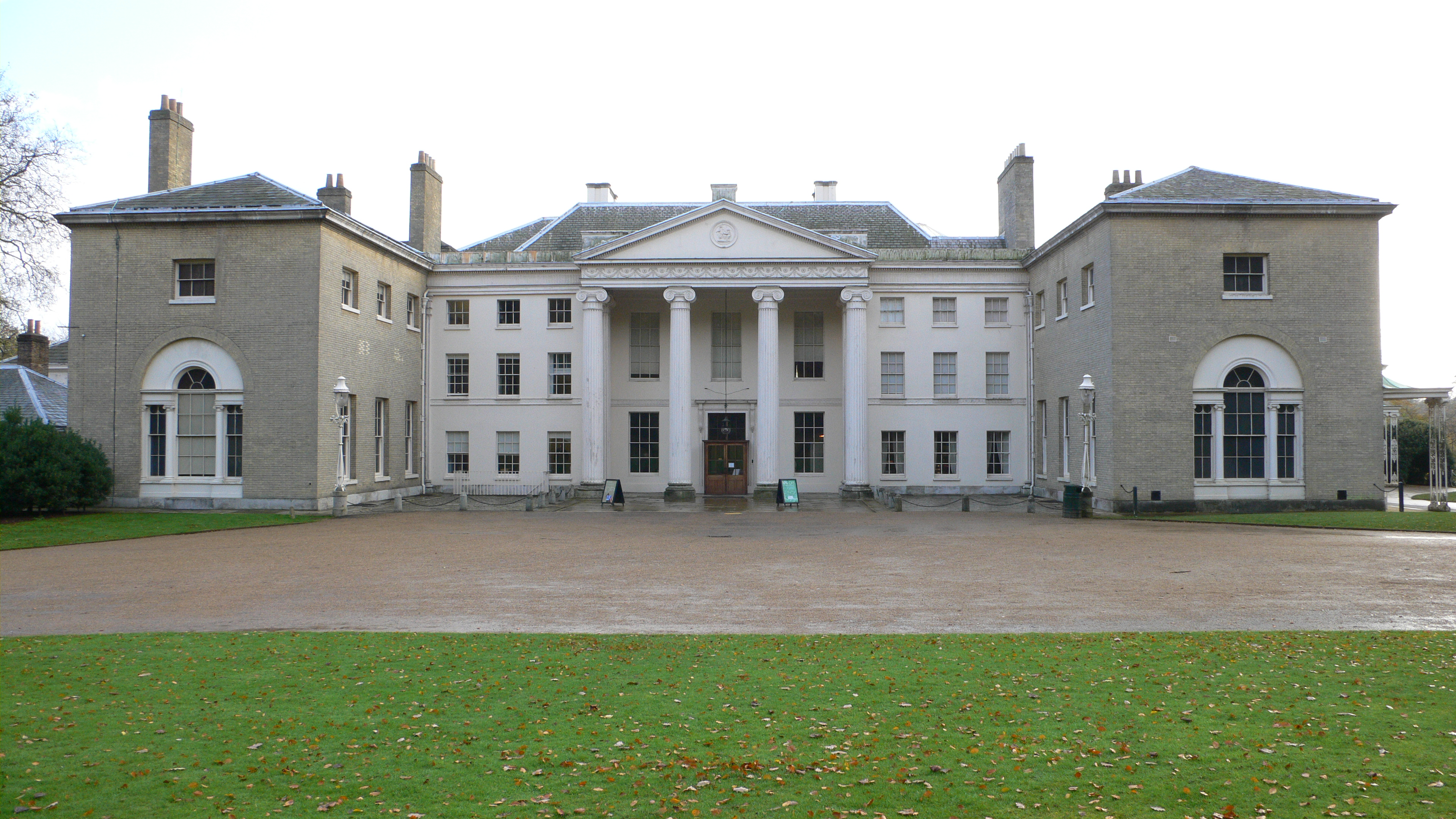
Kenwood House, À Londres. Siège des comtes de Mansfield

## Biographie
Il est le fils de David William Murray (3e comte de Mansfield) et de Frédérica Markham, fille de l'archevêque d'York, William Markham. Il succède à son père, en 1840, comme comte de Mansfield (création de 1792), et de sa grand-mère, Louisa Murray (2e comtesse de Mansfield) (en), en 1843, en tant que comte de Mansfield (création de 1776).
Murray est député Tory pour Aldborough en 1830; pour Woodstock en 1831; pour Norwich de 1832 à 1837, et pour le Perthshire de 1837 à 1840. Il sert en tant que Lords du Trésor du gouvernement de Sir Robert Peel de 1834 à 1835.
Il a été nommé Lord Haut-Commissaire à l'Assemblée Générale de l'Église d'Écosse en 1852, 1858 et 1859. Il est lieutenant-colonel de la milice de Stirlingshirede 1828 à 1855, Lord Lieutenant du Clackmannanshire à partir de 1852, gardien héréditaire du Palais de Scone, et Membre Senior du Carlton Club.
Il est nommé Chevalier du Chardon en 1843, et est pendant un temps chevalier senior.
Il est mort en 1898. En 1829, il épouse Louise, fille de Cuthbert Eddison, et ils ont une fille et un fils, le vicomte de Stormont, qui est décédé avant lui. Il est remplacé par son petit-fils, William, 8e lord Balvaird.